# Paróczai Sándor
Paróczai Sándor (Békéscsaba, 1955. december 6. –) válogatott labdarúgó, hátvéd, edző.

## Pályafutása

### Klubcsapatban
1974-ben, a Békéscsaba színeiben mutatkozott be az élvonalban. Innen lett először válogatott labdarúgó, majd a Bp. Honvéd csapatához igazolt. A kispesti csapattal 1979–80-ban bajnokságot nyert. 1983 augusztusában Sallai Sándor ellenértékeként a Debreceni MVSC játékosa lett. Az aktív labdarúgást itt fejezte be 1985-ben.

### A válogatottban
1976 és 1980 között 9 alkalommal szerepelt a válogatottban. 6-szoros olimpia válogatott (1974–83), négyszeres ifjúsági válogatott (1974), 11-szeres utánpótlás válogatott (1974–78, 1 gól), 9-szeres egyéb válogatott (1976–82) és kétszeres B-válogatott (1978–80).

### Edzőként
Visszavonulása után, 1986 és 1990 között a Debreceni MVSC ifjúsági csapatának edzője volt. 1990–91-es idényben a Kabai Egyetértés vezetőedzőjeként tevékenykedett. 1992 novemberében, majd 1994 májusában ismét a Kaba trénere lett. 2000-ben a Békéscsaba edzője volt.

## Sikerei, díjai
- Magyar bajnokság
  - bajnok: 1979–80
  - 2.: 1977–78
  - 3.: 1982–83
- Közép-európai kupa (KK)
  - döntős: 1978
- UEFA-Kupa
  - negyeddöntő: 1978–79

## Statisztika

### Mérkőzései a válogatottban
| Magyarország | Magyarország         | Magyarország               | Magyarország  | Magyarország | Magyarország  | Magyarország       | Magyarország | Magyarország |
| #            | Dátum                | Helyszín                   | Hazai         | Eredmény     | Vendég        | Kiírás             | Gólok        | Esemény      |
| ------------ | -------------------- | -------------------------- | ------------- | ------------ | ------------- | ------------------ | ------------ | ------------ |
|              | 1976. február 4.     | Mexikóváros                | Mexikó        | 4 – 1        | Magyarország  | barátságos         | -            | 46'          |
|              | 1976. február 9.     | San Salvador               | Salvador      | 1 – 2        | Magyarország  | barátságos         | -            |              |
| 1.           | 1976. március 27.    | Budapest, Népstadion       | Magyarország  | 2 – 0        | Argentína     | barátságos         | -            |              |
| 2.           | 1978. szeptember 20. | Helsinki, Olimpiai Stadion | Finnország    | 2 – 1        | Magyarország  | Eb-selejtező       | -            |              |
|              | 1980. április 13.    | Prága                      | Csehszlovákia | 3 – 2        | Magyarország  | olimpiai selejtező | -            | 61'          |
| 3.           | 1980. április 30.    | Kassa                      | Csehszlovákia | 1 – 0        | Magyarország  | barátságos         | -            |              |
| 4.           | 1980. május 31.      | Budapest, Népstadion       | Magyarország  | 3 – 1        | Skócia        | barátságos         | -            | 63'          |
| 5.           | 1980. június 4.      | Budapest, Népstadion       | Magyarország  | 1 – 1        | Ausztria      | barátságos         | -            |              |
| 6.           | 1980. augusztus 20.  | Budapest, Népstadion       | Magyarország  | 2 – 0        | Svédország    | barátságos         | -            |              |
| 7.           | 1980. augusztus 27.  | Budapest, Népstadion       | Magyarország  | 1 – 4        | Szovjetunió   | barátságos         | -            |              |
| 8.           | 1980. szeptember 24. | Budapest, Népstadion       | Magyarország  | 2 – 2        | Spanyolország | barátságos         | -            |              |
| 9.           | 1980. október 8.     | Bécs, Práter stadion       | Ausztria      | 3 – 1        | Magyarország  | barátságos         | -            |              |
|              | 1983. március 23.    | Veliko Tarnovo             | Bulgária      | 1 – 1        | Magyarország  | olimpiai selejtező | -            |              |
|              | 1983. április 13.    | Budapest, Csepel stadion   | Magyarország  | 3 – 1        | Görögország   | olimpiai selejtező | -            |              |
|              | Összesen             |                            |               | 9            | mérkőzés      |                    | 0            | gól          |